# Samuel Kleinschmidt
Samuel Petrus Kleinschmidt, född den 27 februari 1814 i Lichtenau, död den 8 februari 1886 Nya Herrnhut, var en herrnhutisk förkunnare och språkforskare. 
Som född och uppvuxen på Grönland, och son till den tyske missionären Konrad Kleinschmidt och danskan Christina Petersen, var han tidigt trespråkig. 
Samuel Kleinschmidt spelade en avgörande betydelse för utvecklandet av det grönländska skriftspråket. Han tog fram en grönländsk-tysk ordbok och en grammatik (publicerad 1851) som har bärighet ända in i vår tid. 
Kleinschmidt gjorde även den första grönländska översättningen av hela Bibeln.